# Erwin Rommel
Erwin Johannes Eugen Rommel  ascultați (ajutor·info)) (n. 15 noiembrie 1891, Heidenheim an der Brenz, Baden-Württemberg, Germania – d. 14 octombrie 1944, Herrlingen⁠(d), Baden-Württemberg, Germania) a fost unul dintre cei mai distinși și remarcabili feldmareșali ai Germaniei, ai Wehrmacht-ului și al celui de-al doilea război mondial, fiind totodată unul dintre cei mai mari comandanți militari germani. Rommel a fost comandatul general al trupelor germane din Africa, trupele Wehrmacht-ului cunoscute sub numele de Deutsches Afrikakorps, ceea ce i-a atras porecla vulpea deșertului (în germană, Wüstenfuchs,  listen (ajutor·info)) datorită campaniilor militare reușite pe care le-a repurtat pentru armata germană în Campania din Africa de nord. Mai târziu, a fost numit comandantul forțelor germane menite să se opună invaziei aliaților din Normandia.
Feldmareșalul Rommel este adesea amintit nu numai pentru remarcabilele sale realizări militare, dar și pentru cavalerismul și respectul arătat adversarilor săi. Este cunoscut ca unul din membrii marcanți ai Wehrmacht-ului care s-a opus ordinelor directe, atunci când acestea încălcau codul onoarei militare și al onoarei umane. Poziția lui Rommel în raport cu național-socialismul (nazismul) german este controversată, dacă se ia în considerație și prietenia lui cu Goebbels șeful propagandei naziste, care-l simpatiza. Rommel a fost considerat de unii, fără dovezi clare, ca făcând posibil parte din grupul de conspiratori care a intenționat să-l asasineze pe Hitler în încercarea de insurecție antinazistă sub numele de cod „operațiunea Valkiria”.

## Copilărie, tinerețe și începutul carierei militare
Rommel s-a născut în Heidenheim, Germania, la aproximativ 45 de kilometri de Ulm, în regatul Württemberg. A fost botezat la 17 noiembrie 1892. A fost al doilea din cei trei fii ai profesorului protestant al școlii secundare din Aalen, Erwin Rommel senior, și al lui Helene von Luz, fiica unui demnitar local proeminent. Cuplul a mai avut de altfel trei copii, doi băieți, Karl și Gerhard, și o fiică, Helene. Mai târziu, reamintindu-și de copilăria sa, Rommel scria că „anii mei de tinerețe au fost foarte fericiți”.
La vârsta de paisprezece ani, Rommel, împreună cu un prieten, a construit un mic planor care putea să zboare pe distanțe scurte. Tânărul Erwin era considerat un viitor inginer aeronaut și va da dovadă toată viața de calități tehnice excepționale. Totuși, spre dezamăgirea familie sale, tânărul Rommel s-a înrolat în 1910 în Regimentul 124 de Infanterie Württemberg ca ofițer cadet și, la scurt timp după aceea, a fost trimis la Școala de Ofițeri din Danzig (azi Gdansk, Polonia). A absolvit-o în 15 noiembrie 1911 și a fost înaintat în grad, devenind locotenent în ianuarie 1912.
În timp ce se afla la Școala de Cadeți, prin 1911, Erwin Rommel își întâlnește viitoarea sa soție, tânăra de 17 ani, Lucia Maria Mollin (alintată Lucie). S-au căsătorit în 1916, iar în 1928 vor avea un fiu, Manfred, care va deveni mai târziu primarul orașului Stuttgart. În perioada de studii însă, Rommel a mai avut o aventură cu Walburga Stemmer în 1913, iar din această relație s-a născut o fiică, botezată Gertrud.

## Primul Război Mondial
În timpul  Primului Război Mondial, Rommel a luptat în Franța, de asemenea în România (vezi: Participarea României la primul război mondial) și Italia (vezi: Campania italiană (primul război mondial)), inițial ca membru al Regimentului 6 de Infanterie Württemberg, și cea mai mare parte a războiului în batalionul de vânători de munte Württemberg din corpul de armată al zonei Alpilor, Alpenkorps. Pe durata stagiului din această unitate, a căpătat o reputație prin luarea unor decizii tactice rapide și profitarea de avantajul confuziei inamicului. A fost rănit de trei ori și decorat cu Crucea de Fier, Clasa I și a II-a. Rommel a mai primit și cea mai înaltă decorație prusacă, crucea Pour le Mérite după bătălia din munții din vestul Sloveniei – Bătăliile de la Isonzo – frontul Soca. Decorația a primit-o ca urmare a Bătăliei de la Longarone, și a capturării Muntelui Matajur, Slovenia, și a apărătorilor săi, care numărau 150 de ofițeri italieni, 9.000 soldați și 81 piese de artilerie. Batalionul său a folosit arme chimice (gaze) pe durata bătăliei de la Isonzo, acest lucru jucând un rol important în victoria repurtată de Puterile Centrale împotriva Armatei Italiene în Bătălia de la Caporetto. Rommel a servit un timp în același regiment de infanterie în care era și Friedrich Paulus, amândoi având de suferit unele dintre cele mai catastrofale înfrângeri în timpul următorului război mondial.
În timp ce lupta la Isonzo, Rommel a fost luat prizonier de italieni, însă a evadat, scăpând de escortă și, profitând de faptul că vorbea bine italienește și s-a întors în tabăra germană în mai puțin de două săptămâni. În cel de-al Doilea Război Mondial când Italia și Germania au fost aliate, Rommel și-a temperat disprețul inițial față de soldații italieni când a realizat că lipsa succeselor acestora în bătălie era cauzată în principal de proasta conducere și dotare tehnică și că atunci când acestea se îmbunătățeau, ostașii italieni deveneau ușor egalii forțelor germane.

## Perioada interbelică
După război, Rommel a rămas la comanda batalionului  iar între anii 1929-1933 a fost instructor la Școala de Infanterie din Dresda.  Din 1935 până în 1938 Rommel a fost instructor la Academia de Război din Potsdam. Jurnalul de război al lui Rommel, Infanterie greift an (Infanteria atacă), publicat în 1937,
a devenit una dintre cele mai consultate opere militare și a atras atenția lui Adolf Hitler, care l-a plasat ca legătură între Ministerul de Război cu Hitlerjugend (HJ, organizația tineretului hitlerist), în Înaltul Comandament al Sporturilor Militare, branșa Hitlerjugend-ului ocupată cu activități paramilitare: exerciții de teren și trageri.
În 1937, Rommel a supravegheat pregătirile și taberele HJ, împărțind lectură propagandistică despre soldații germani, în timp ce inspecta cazărmile și exercițiile. Simultan, a făcut presiuni asupra lui Baldur von Schirach, conducătorul HJ-ului, să accepte un contract de prelungire a implicării armatei în antrenamentul Hitlerjugend-ului. Schirach interpretează aceasta ca pe o transformare a Hitlerjugend-ului într-o armată auxiliară, o „armată tânără”. Îl refuză și-l demite pe Rommel, pe care se părea că-l displăcea personal. Simultan, Rommel și-a reobținut postul de la Potsdam.
În 1938, Rommel, acum colonel, a fost numit comandant al Academiei de Război din Wiener Neustadt (Academia Militară Tereziană). Aici a început scrierea Panzer greift an (Tancul în atac). Rommel a fost transferat după scurt timp, preluând comanda batalionului personal de protecție a lui Adolf Hitler, (Führer-Begleitbataillon), desemnat să-l protejeze în trenul special (Führersonderzug) folosit în perioada vizitelor teritoriilor ocupate din Cehoslovacia și Memel (regiunea Klaipeda). Aceasta este perioada în care îl întâlnește și se împrietenește cu Joseph Goebbels, ministrul Propagandei. Goebbels a devenit un admirator fervent al lui Rommel și mai târziu i-a asigurat lui Rommel exploatarea mediatică, în urma succeselor militare dobândite de acesta în nordul Africii.

## Al Doilea Război Mondial

### Polonia 1939
Rommel a continuat să fie comandantul Führer-Begleitbataillon-ul în timpul campaniei împotriva Poloniei, adesea aproape de front în Führersonderzug, fiind remarcat de Hitler. După înfrîngerea Poloniei, Rommel s-a reîntors la Berlin pentru a organiza parada victoriei führerului, ceea ce va face din el un membru al anturajului lui Hitler. Pe parcursul campaniei poloneze Rommel a fost rugat să intervină în sprijinul unei rude a soției sale, un preot polonez care a fost arestat. A fost criticat  nu pentru că nu a făcut destule pentru acesta, ci pentru că a apelat la Gestapo pentru informații, pentru a fi, inevitabil, refuzat, primind răspuns că nu există informații despre acel om.

### Africa de Nord 1941 - 1943
În data de 6 februarie 1941, Rommel devine comandant al noului corp expediționar german Afrika Korps, care era alcătuit din Divizia Ușoară 5 - în esență o divizie de tancuri cu un număr limitat de tancuri - și din Divizia 15 Tancuri. Divizia 5 a fost apoi redenumită 21 Tancuri. A fost promovat la gradul de General-locotenent trei zile mai târziu și a zburat la Tripoli pe 12 februarie. Afrika Korps a fost trimisă în Libia pentru a ajuta trupele italiene ce fuseseră învinse de forțele Imperiului Britanic în Operațiunea Compas. Datorită succesului înregistrat în Africa de Nord, Rommel își câștiga supranumele de "Vulpea Deșertului", generalul german fiind respectat atât de aliați cât și de inamici. Cea mai importantă bătălie câștigată de Rommel în nordul Africii a fost cea pentru cucerirea portului Tobruk, unde a capturat un număr de 32.000 de prizonieri de război britanici și cantități enorme de echipamente, muniție și provizii. În bătălia ce a precedat cucerirea portului Tobruk, Afrika Korps a pierdut 100 de tancuri, în timp ce armata britanică a pierdut 530. Învins în bătălia de la El Alamein, pe care a fost nevoit să o poarte în condiții exterm de dezavantajoase din cauza situației dezastruoase a aprovizionării cu echipamente, Rommel este forțat să se retragă spre Tunisia. Ultima sa victorie militară în campania din Africa de Nord a fost înregistrată în bătălia din trecătoare Kasserine (18-24 februarie 1943), aceasta fiind prima bătălie a războiului purtată de Rommel împotriva armatei americane.

## Moartea lui Rommel
În urma eșuării atentatului antihitlerist din 20 iulie 1944, Hitler și-a dat seama că s-ar fi iscat un scandal fără precedent dacă feldmareșalul, considerat a fi participat la complot, ar fi fost judecat și condamnat de faimosul „Tribunal al Poporului”. Hitler a dispus ca lui Rommel să i se permită să-și ia singur viața și să nu fie acuzat de înaltă trădare. Generalii Burgdorf și Maisel au fost trimiși de la Berlin să-i prezinte ultimatumul la 14 octombrie.
Rommel a cerut câteva minute de gândire. „Pot să iau mașina voastră și să mă duc în liniște undeva?” - l-a întrebat pe Burgdorf. „Nu sunt sigur că pot să mânuiesc pistolul cum trebuie”. Burgdorf adusese otravă: „Acționează în trei secunde”, i-a spus el. Fără să-și trădeze emoția, feldmareșalul și-a luat apoi adio de la soție și fiu.
Scena finală a fost relatată mai târziu de șoferul mașinii, cu care au plecat cei trei ofițeri. La câteva sute de metri de casă, șoferul și Maisel au coborât din automobil. Peste cinci sau zece minute, Burgdorf i-a chemat înapoi. Rommel horcăia pe bancheta din spate, în agonie. După ce Rommel a murit, șoferul i-a aranjat, plin de respect, trupul într-o poziție decentă și i-a pus pe cap cascheta.

## Vezi și
- Cinci morminte până la Cairo, film din 1943
- Vulpea deșertului, film din 1951 despre Erwin Rommel
- Șobolanii deșertului, film din 1953
- Atac împotriva lui Rommel, film din 1971